# گیتسهد، نیو ساوت ولز
گیتسهد (به انگلیسی: Gateshead) یک منطقهٔ مسکونی در استرالیا است که در نیو ساوت ولز واقع شده‌است.